# Aéroport international de Lombok
L'aéroport international de Lombok ("Bandar Udara Internasional Lombok") (code IATA : LOP • code OACI : WADL) est le nouvel aéroport de l'île de Lombok en Indonésie. C'est le seul aéroport pleinement opérationnel de l'île.
Il est situé à Tanak Awu, dans le kabupaten de Lombok Centre, au sud-est de la ville de Mataram.
Il est né de la volonté de doter l'île d'équipements plus adaptés à la seconde destination touristique du pays, Lombok, en permettant l'accueil d'avions et d'appareils de plus grande envergure,.
Ce nouvel aéroport remplace ainsi l'aéroport de Selaparang (code IATA : AMI • code OACI : WADA), situé à Ampenan sur la côte Ouest de Lombok. L'aéroport de Selaparang fut fermé le 30 septembre 2011 à 18h00, pour laisser place à l'actuel, ouvert depuis le 1er octobre 2011.
L'aéroport fut officiellement inauguré par le président Susilo Bambang Yudhoyono le 20 octobre 2011.

## Nom de l'aéroport
Plusieurs noms furent proposés pour baptiser cet aéroport. En janvier 2009, les résultats d'une consultation publique aboutissent à nommer cet aéroport "Aéroport International de Lombok", avec 40,4 % des suffrages. Les autres noms proposés étaient: Aéroport International de Sasak (20 %), Aéroport International Rinjani (16,7 %), Aéroport International Mandalika (10,9 %), Aéroport International Selaparang (8 %), Aéroport International Pejanggik(2,9 %), et Aéroport International Arya Banjar Brittle(1,1 %).

## Situation
| Banda Aceh Denpasar Pangkal · Pinang Tanjung · Pandan Djakarta-Soekarno-Hatta Bengkulu Solo Semarang Pangkalan · Bun Palangkaraya Sampit Palu Djakarta-Halim Perdanakusuma Samarinda Malang Surabaya Balikpapan Ende Kupang Komodo Gorontalo Jambi Bandar Lampung Ambon Tarakan Ternate Manado Gunung · Sitoli Medan Wamena Biak Merauke Timika Jayapura Pekanbaru Batam Tanjung · Pinang Bau-Bau Banjarmasin Makassar Palembang Bandung Pontianak Ketapang Bima Lombok Manokwari Sorong Padang Yogyakarta |

L'aéroport ne dispose que d'un seul terminal, divisé en deux pour séparer les vols intérieurs des vols internationaux. L'activité de fret se situe dans un autre bâtiment.

## Galerie

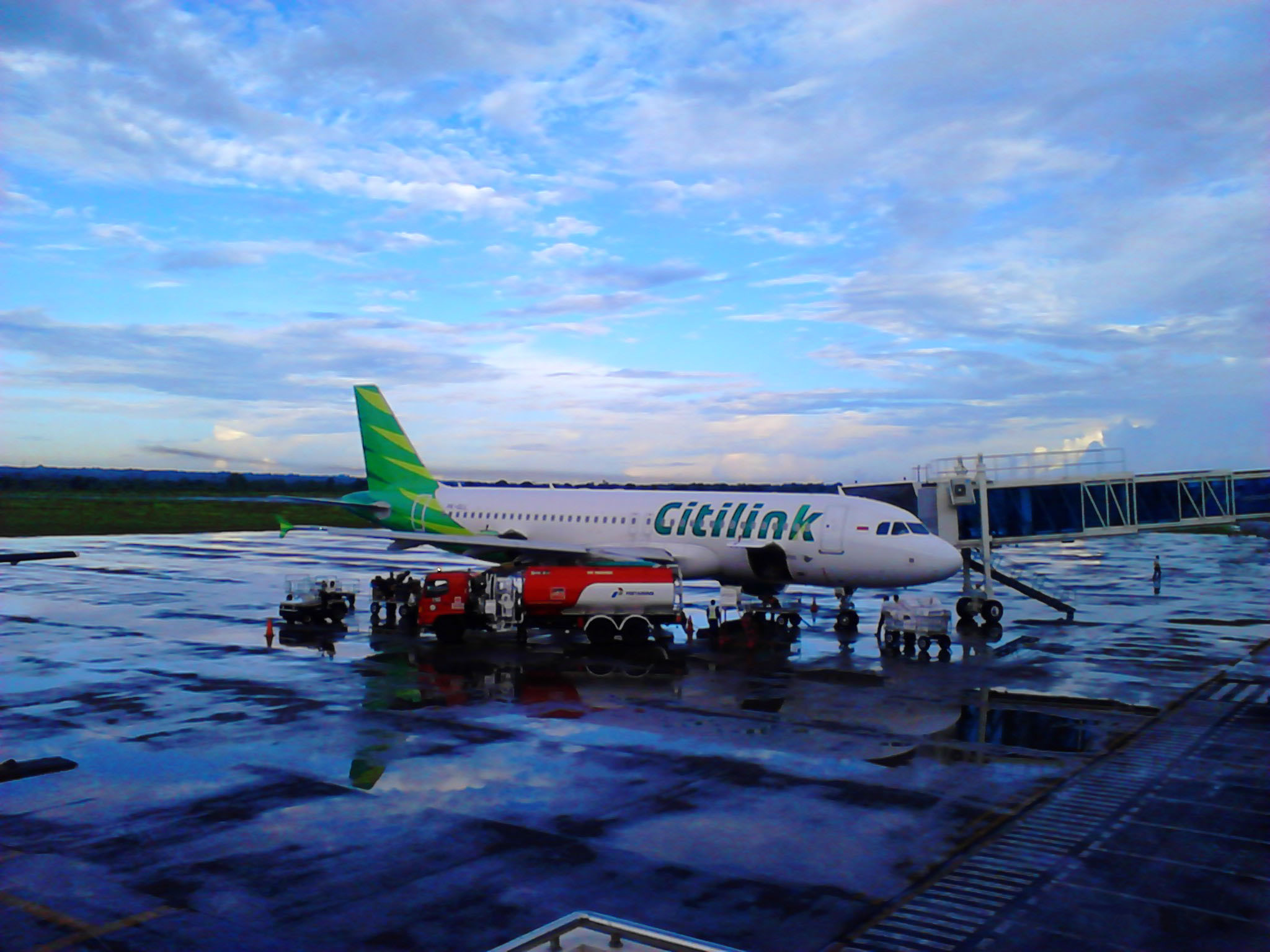
Airbus A320 de Citilink
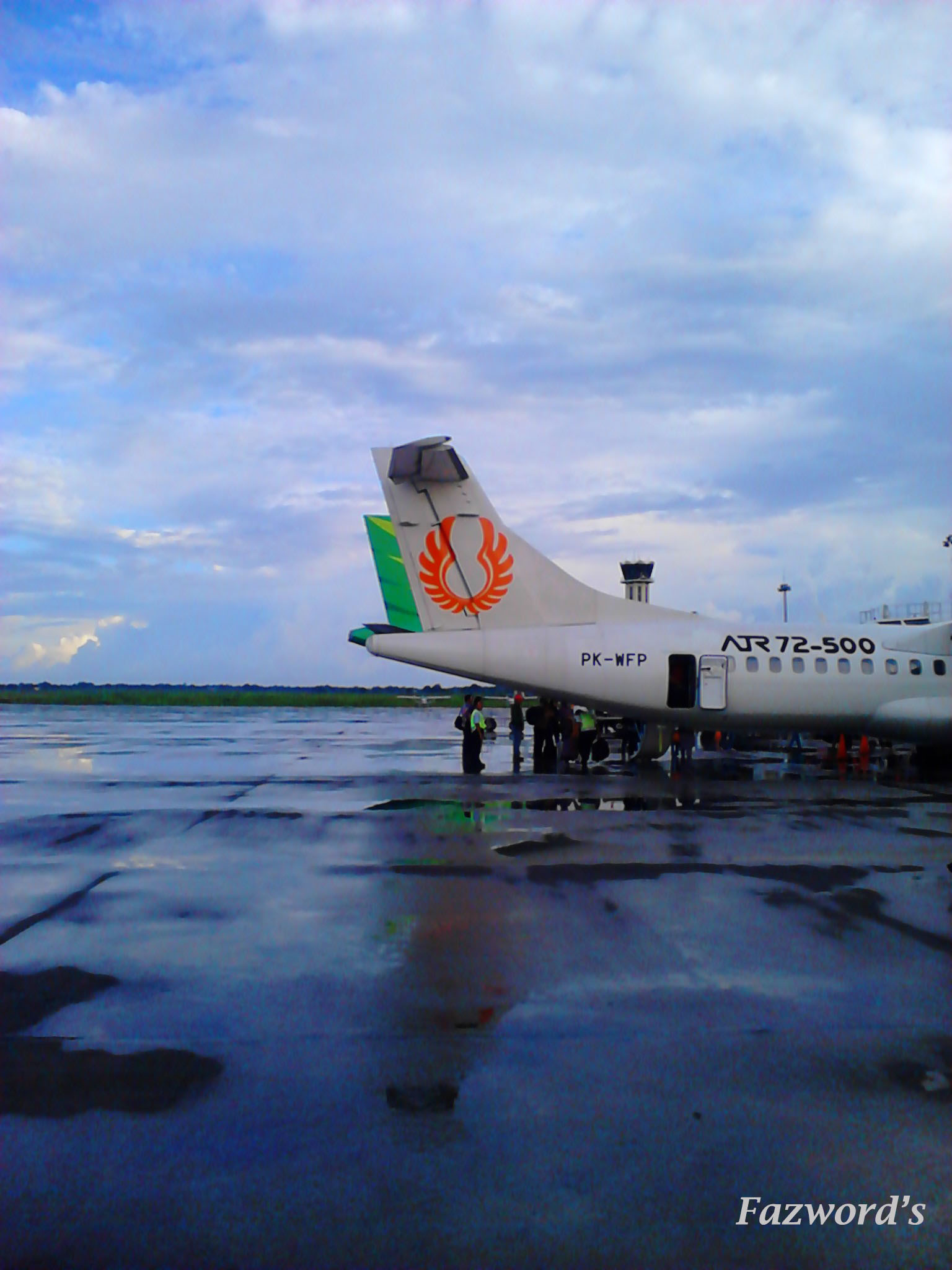
Wings Air et Citilink
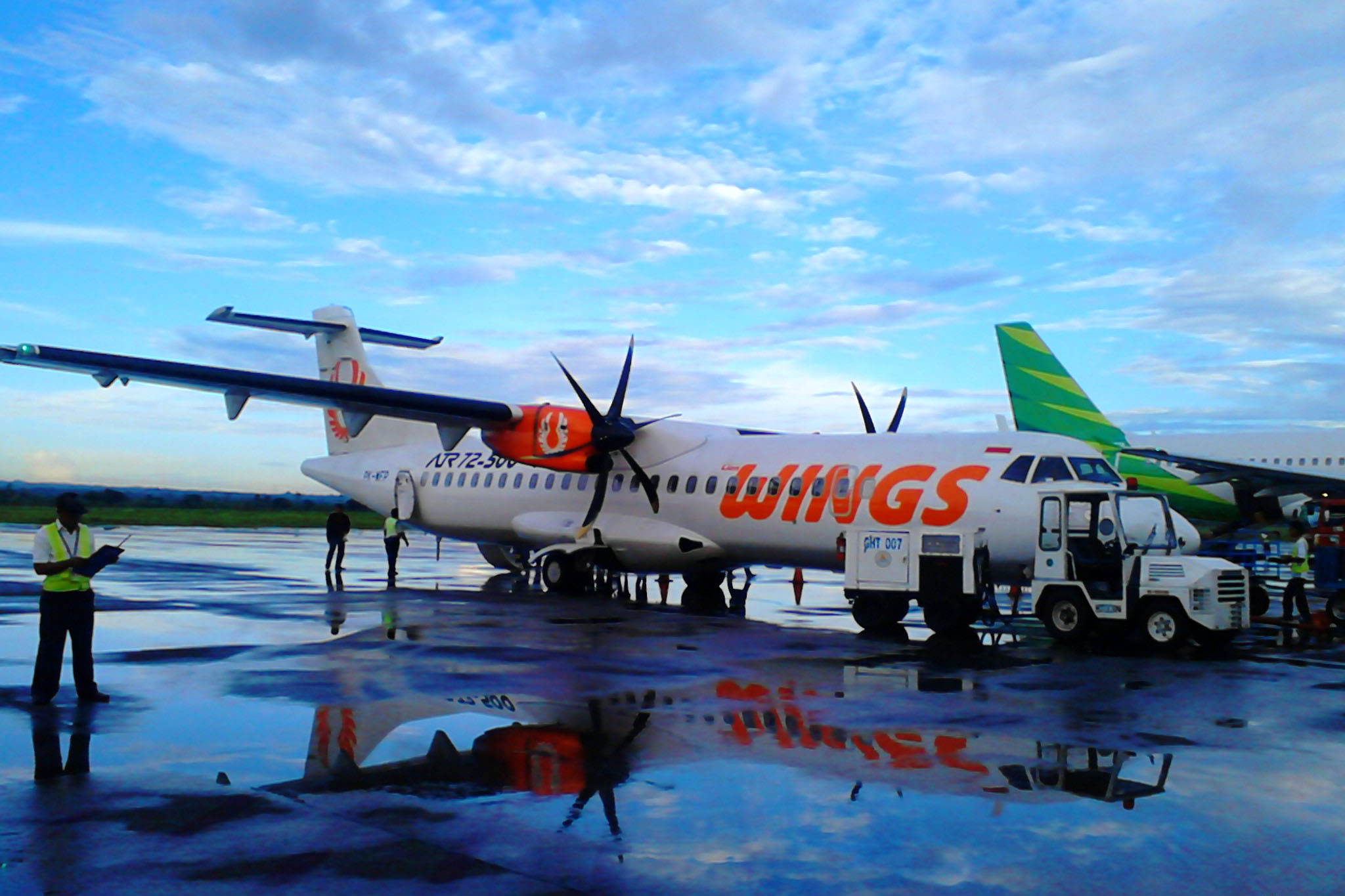
ATR 72–500 de Wings Air